# Норвешка на Европском првенству у атлетици у дворани 2017.
Норвешка је учествовала на 34. Европском првенству у дворани 2017, одржаном у Београду , Србија, од 5. до 8. марта. Ово је тридесето европско првенство у дворани од 1970. године када је Норвешка први пут учествовала. Репрезентацију Норвешке представљало је 8 спортиста (4 мушкараца и 4 жена) који су се такмичили у 6 дисциплина (3 мушке и 3 женске).
На овом првенству представници Норвешке су освојили једну сребрну медаљу и у укупном пласману поделили 18. место. Оборена су 3 национална и 4 лична рекорда, као и 2 најбоља лична резултата сезоне.
У табели успешности (према броју и пласману такмичара који су учествовали у финалним такмичењима (првих 8 такмичара)) Норвешка је са 2 учесника у финалу делила 22. место са 18 бодова, од 36 земаља које су имале представнике у финалу. Укупно је учествовало 49 земаља.
| Пл. | Земља    | 1. место | 2. место | 3. место | 4. место | 5. место | 6. место | 7. место | 8. место | Бр. фин. Бод. |
| --- | -------- | -------- | -------- | -------- | -------- | -------- | -------- | -------- | -------- | ------------- |
| 22. | Норвешка | –        | 1 – 7    | -        | -        | 1 - 4    | -        | –        | –        | 2 - 11        |

## Учесници
| Мушкарци: - Маврис Косхаген — 400 м - Филип Ингебригстен — 1.500 м - Хенрик Ингебригстен — 3.000 м - Мариус Ејре Ведвик — 3.000 м | Жене: - Хелене Ренингем — 60 м - Хеда Хине — 800 м - Ингвилд Елвемо — 800 м - Изабеле Педерсон — 60 м препоне |  |

## Освајачи медаља (1)

### Сребро (1)
- Хенрик Ингебригстен — 3.000 м

## Резултати

### Мушкарци
| Атлетичар           | Дисциплина | Лични рекорд | Квалификаије    | Квалификаије    | Полуфинале           | Полуфинале           | Финале               | Финале               | Детаљи |
| Атлетичар           | Дисциплина | Лични рекорд | Резултат        | Место           | Резултат             | Место                | Резултат             | Место                | Детаљи |
| ------------------- | ---------- | ------------ | --------------- | --------------- | -------------------- | -------------------- | -------------------- | -------------------- | ------ |
| Маврис Косхаген     | 400 м      | 46,88        | Дисквалификован | Дисквалификован | Није се квалификовао | Није се квалификовао | Није се квалификовао | Није се квалификовао |        |
| Филип Ингебригстен  | 1.500 м    | 3:42,61      | 3:51,25         | 6. у гр. 1      |                      |                      | Није се квалификовао | 17 / 22              |        |
| Хенрик Ингебригстен | 3.000 м    | 7:45,54 НР   | 7:55,26 КВ      | 3. у гр. 1 КВ   | 8:00,93              |                      |                      |                      |        |
| Мариус Ејре Ведвик  | 3.000 м    | 8:02,48      | 8:06,69         | 7. у гр. 2      | Није се квалификовао | 15 / 21 (23)         |                      |                      |        |

### Жене
| Атлетичарка     | Дисциплина   | Лични рекорд | Квалификаије | Квалификаије | Полуфинале            | Полуфинале            | Финале                | Финале       | Детаљи |
| Атлетичарка     | Дисциплина   | Лични рекорд | Резултат     | Место        | Резултат              | Место                 | Резултат              | Место        | Детаљи |
| --------------- | ------------ | ------------ | ------------ | ------------ | --------------------- | --------------------- | --------------------- | ------------ | ------ |
| Хелене Ренингем | 60 м         | 7,39         | 7,40 кв      | 5. у гр. 4   | 7,45                  | 8. у гр. 3            | Није се квалификовала | 21 / 37 (38) |        |
| Хеда Хине       | 800 м        | 2:01,55 НР   | 2:04,88      | 3. у гр. 3   | Нису се квалификовале | Нису се квалификовале | Нису се квалификовале | 13 / 19      |        |
| Ингвилд Елвемо  | 800 м        | 2:04,88      | 2:05,79      | 5. у гр. 4   | Нису се квалификовале | Нису се квалификовале | Нису се квалификовале | 16 / 19      |        |
| Изабел Педерсон | 60 м препоне | 7,95         | 8,00 КВ      | 1. у гр. 1   | 8,02 КВ               | 4. у гр. 2            | 8,01                  | 5 / 22 (27)  |        |